# آدم رود
آدم رود (بالإنجليزية: Adam Ruud)‏ (16 أغسطس 1983 بهانوور بارك في الولايات المتحدة - ) هو لاعب كرة قدم أمريكي في مركز الهجوم. لعب مع شيكاغو فاير وCharlotte Eagles ‏ وCleveland City Stars ‏.

## وصلات خارجية
- آدم رود على موقع قاعدة بيانات كرة القدم.إي يو (الإنجليزية)